# 25924 Douglasadams
25924 Douglasadams är en asteroid i asteroidbältet mellan Mars och Jupiter. Asteroiden upptäcktes av LINEAR i Socorro County, New Mexico, den 19 februari 2001. Den fick den provisoriska beteckningen 2001 DA42 och döpte sedan efter författaren Douglas Adams eftersom den provisoriska beteckningen råkade innehålla året han dog, hans initialer, samt Svaret på den Yttersta Frågan om Livet, Universum och Allting (42) som spelar en central roll i hans bokserie Liftarens guide till galaxen.
Den tillhör asteroidgruppen Nysa.